# Parov Stelar
Parov Stelar, pseudonimo di Marcus Füreder (Linz, 27 novembre 1974), è un disc jockey e musicista austriaco.
È noto per il singolo All Night del 2012, che è diventato una hit in Italia nel 2017 a seguito del suo utilizzo in uno spot televisivo della TIM.

## Biografia
Dopo le esperienze iniziali da DJ in vari club durante la seconda metà degli anni '90, la prima produzione che lo vide coinvolto fu, nel 2000, l'LP Shadow Kingdom. In questo lavoro iniziale utilizzò lo pseudonimo di Plasma e fu partner dell'etichetta Bushido Recordings.
Lo pseudonimo attuale, Parov Stelar, fu ideato solo nel 2004, lo stesso anno in cui fondò una sua propria etichetta, l'Etage Noir Recordings. I primi lavori con questa furono "Kiss Kiss" (un EP) e "Rough Cuts", che lo proiettò immediatamente nella scena della musica elettronica internazionale.
L'approccio particolare delle sue produzioni alla musica elettronica, combinato al gradimento elevato del pubblico, gli valse la reputazione di creatore di un nuovo genere, denominato "Electro Swing".
I successivi album, Seven and Storm (2005) (che vede la collaborazione, tra gli altri, di Odette Di Maio), Shine (2007) e successivamente il doppio album Coco (2009), insieme ai tanti singoli e ai lavori di remix, hanno fatto nel tempo di Parov Stelar uno dei più famosi e ricercati artisti nel suo genere. Le canzoni di Parov Stelar sono state usate in oltre 700 compilation (tra cui Hotel Costes, Buddha Bar, Electro Swing) e in numerosi spot pubblicitari (Chrysler, Motorola, Audi, Paco Rabanne, Tim, Volkswagen).
Nel 2012 esce il suo secondo album doppio: The Princess, costituito da due dischi molto diversi tra loro: il primo CD è un disco pop dolce e chill out, con grande utilizzo del pianoforte, mentre il secondo CD è electro swing con tendenze decisamente House.
Il suo brano All Night è stato adottato come jingle dalla TIM per la campagna 2017, riscuotendo notevole successo, 5 anni dopo la pubblicazione del singolo. Il brano All Night ha una forte somiglianza con il brano Contessa pubblicato nel 1980 dai Decibel, gruppo in cui cantava Enrico Ruggeri, tanto che ne è stato fatto un mashup, in cui sembrano sovrapporsi perfettamente.
Il 21 aprile 2017 pubblica l'album The Burning Spider, da cui sono estratti i singoli The Burning Spider, Step Two, Mama Talking e State of the Union.

### The Parov Stelar Band

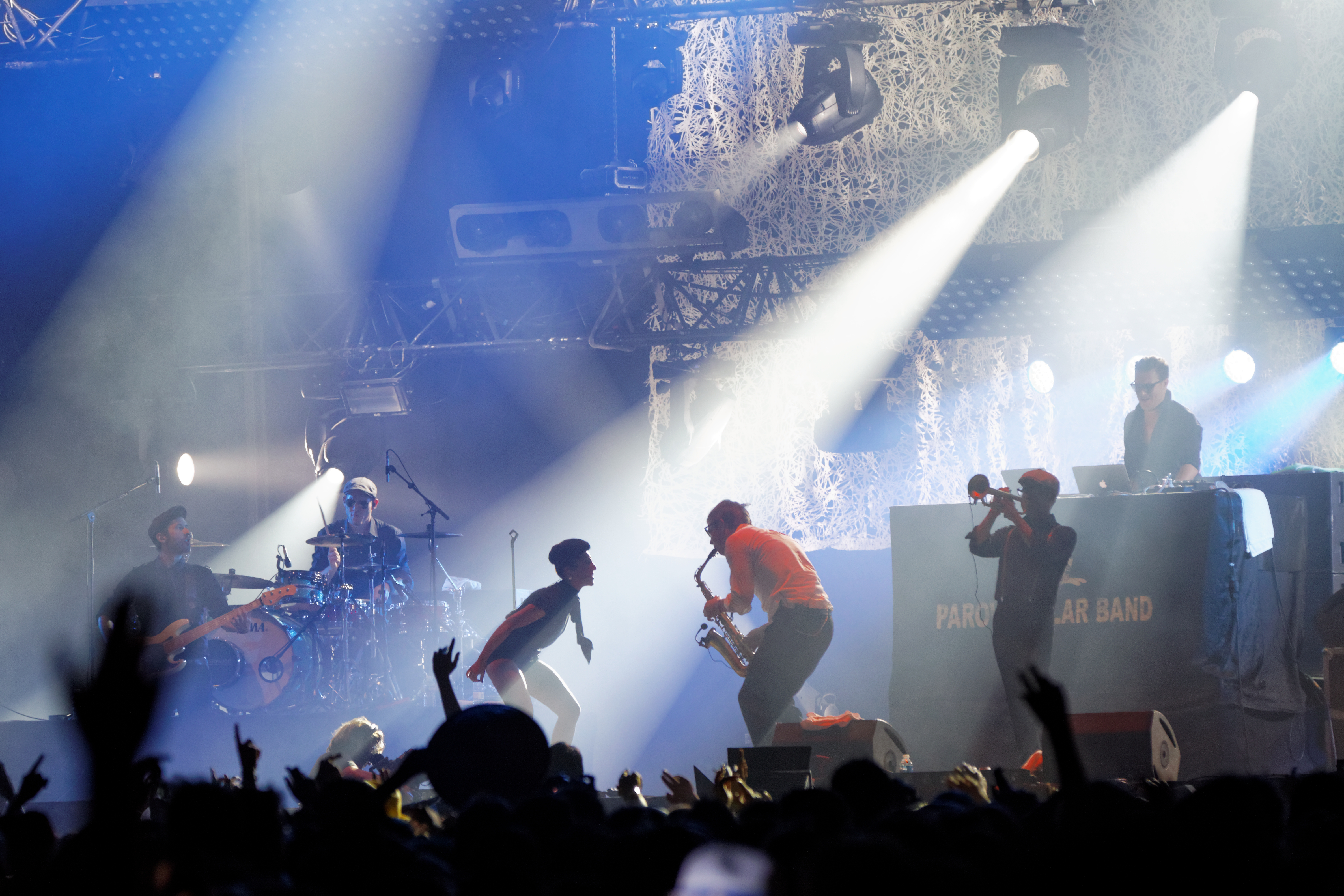
Parov Stelar Band live (Fête de l’Humanité 2012)

Contemporaneamente alla sua avventura da solista, a causa del successo riscosso, nel 2005 Parov Stelar prese la decisione di costituire una band per espandere e amplificare le sue esperienze live. La collaborazione con altri 4 musicisti influenzò notevolmente i suoi successivi lavori. I DJ sets di Parov Stelar vedono spesso la partecipazione live del sassofonista della sua band, Markus Ecklmays (Max The Sax), e occasionalmente della cantante Beate Baumgartner (Yola B).

#### Componenti della Parov Stelar Band
- Markus Ecklmayr (Sax) - dal 2015 Sebastian Grimus
- Cleo Panther (Voce) - dal 2019 Elena Karafizi
- Willie Larsson jr (Batteria)
- Michael Wittner (Basso)
- Parov Stelar (Programming)

## Discografia

### Album
- 2001: Shadow Kingdom LP (2x12" Vinyl & CD, Bushido Recordings, con lo pseudonimo di Plasma)
- 2004: Rough Cuts (CD, Etage Noir Recordings)
- 2005: Seven and Storm (CD, Etage Noir Recordings)
- 2007: Shine (CD, Etage Noir Recordings)
- 2008: Daylight (CD, Rambling Records)
- 2009: That Swing - Best Of (CD, Etage Noir Recordings)
- 2009: Coco (CD Doppio, Etage Noir Recordings)
- 2010: The Paris Swing Box (Etage Noir Recordings)
- 2012: The Princess (CD Doppio, Etage Noir Recordings)
- 2013: The Invisible Girl (CD, Etage Noir Recordings)
- 2013: The Art Of Sampling (CD Doppio, Etage Noir Recordings, Island Records, Universal Music Germany)
- 2015: The Demon Diaries (CD, 12" Vinyl, Etage Noir Recordings)
- 2017: The Burning Spider (CD, Etage Noir Recordings)
- 2019: Voodoo Sonic (The trilogy pt. 1) (CD, Etage Noir Recordings)
- 2020: Voodoo Sonic (The trilogy pt. 2 -3) (CD, Etage Noir Recordings)
- 2022: Moonlight Love Affair (CD, 12" Vinyl, Etage Noir Recordings)

### EP
- 2001: Shadow Kingdom EP (12" Vinyl, Bushido Recordings, as Plasma)
- 2002: Lo Tech Trash (12" Vinyl, Bushido Recordings, as Marcus Füreder)
- 2004: KissKiss (12" Vinyl, Etage Noir Recordings)
- 2004: Move On! (12" Vinyl, Etage Noir Recordings)
- 2004: Wanna get (12" Vinyl, Etage Noir Recordings)
- 2004: Primavera (12" Vinyl, Auris Recordings)
- 2005: Music I believe in (12" Vinyl, ~Temp Records, as Marcus Füreder)
- 2005: A Night In Torino (12" Vinyl, Etage Noir Recordings)
- 2005: Spygame (12" Vinyl, Etage Noir Recordings)
- 2006: Parov Stelar EP (12" Vinyl, Big Sur)
- 2006: Charleston Butterfly (12" Vinyl, Etage Noir Recordings)
- 2007: Jet Set EP (12" Vinyl, Etage Noir Special)
- 2007: Sugar (12" Vinyl, Etage Noir Recordings)
- 2008: The Flame Of Fame (12" Vinyl, Etage Noir Recordings)
- 2008: Libella Swing (12" Vinyl, Etage Noir Recordings)
- 2009: Coco EP (12" Vinyl, Etage Noir Recordings)
- 2010: The Phantom EP (12" Vinyl, Etage Noir Recordings)
- 2010: The Paris Swingbox EP (Etage Noir Recordings)
- 2011: La Fête EP (12" Vinyl, Etage Noir Recordings)
- 2012: Jimmy's Gang EP (Etage Noir Recordings)

### Singoli
- 2000: Synthetica/Stompin' Ground (12" Vinyl, Bushido Recordings, as Marcus Füreder)
- 2001: Guerrilla (12" Vinyl, Bushido Recordings, as Marcus Füreder)
- 2004: Get Up On Your Feet (12" Vinyl, Sunshine Enterprises)
- 2005: Faith (Maxi-CD, Etage Noir Recordings)
- 2007: Rock For / Love (12" Vinyl, Etage Noir Recordings)
- 2007: Shine (Maxi-CD, Etage Noir Recordings)
- 2014: The Sun [feat. Graham Candy] (Digital Release, Etage Noir Recordings)

### Videoclips
- Seven (dall'album Seven and Storm)
- Love (dall'album Shine)
- Shine (dall'album Shine)
- Matilda (dall'album Coco)
- Coco (dall'album Coco) (Regia: Antonin Pevny)
- Let's Roll (dall'album Coco)
- Catgroove (dall'album Coco)
- The Phantom (Regia, Motion Designer & Editor: Markus Seisenbacher)
- Jimmy´s Gang (dall'album doppio The Princess)
- Grandpa's Groove
- The Burning Spider
- Step Two
- Mama Talking
- State of the Union
- The Sun (Singolo incluso successivamente nell'album 'The Demon Diaries')